# Церква Санта-Марія-делла-Віта
Церква Санта-Марія-делла-Віта (італ. Santa Maria della Vita) — барокова церква в історичному центрі Болоньї.

## Архітектори та історія побудови

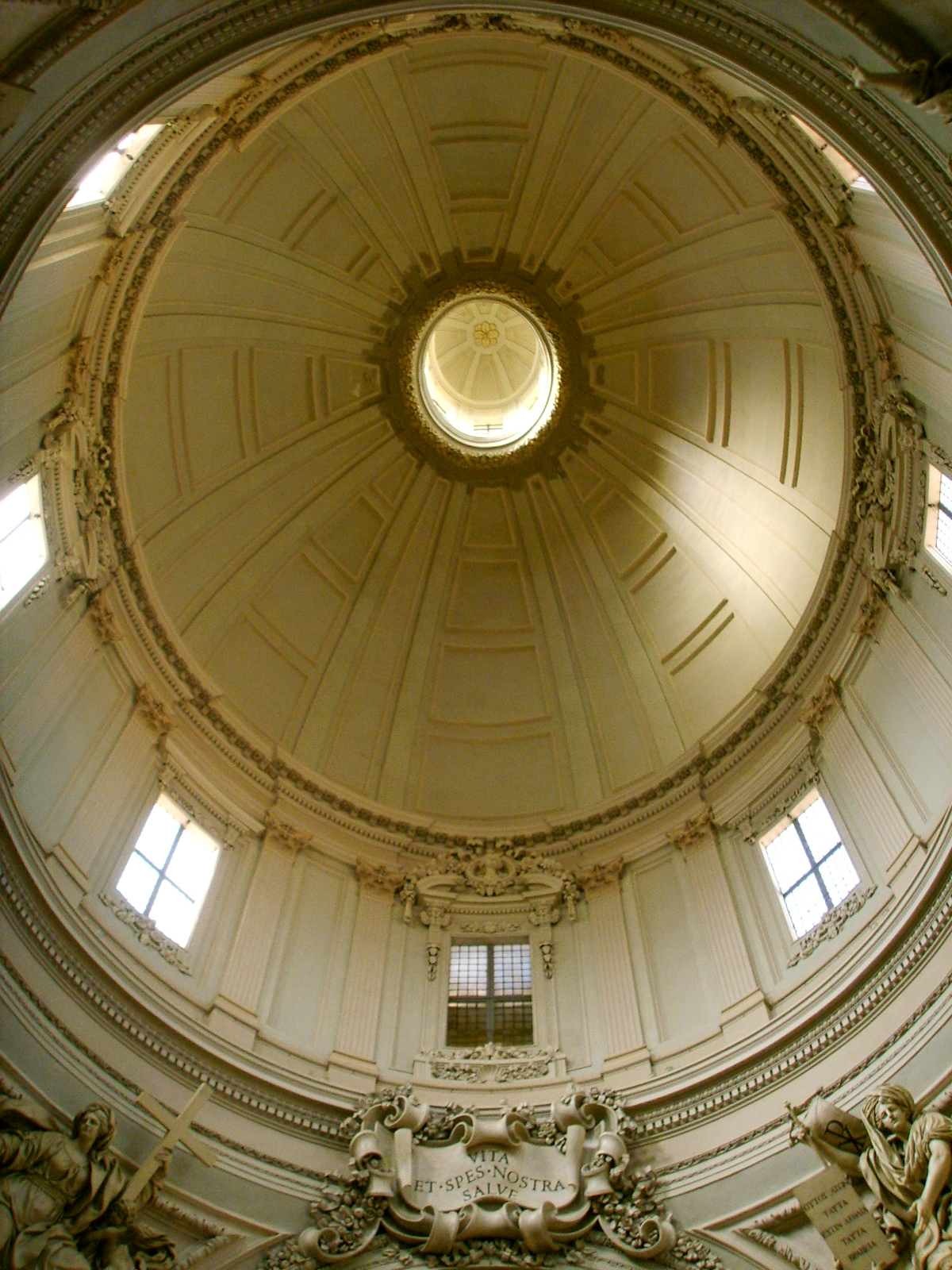
Вигляд куполу з інтер'єру. Санта-Марія-делла-Віта, Болонья, фото 2007 р.

На цьому місці були підмурки якихось споруд. З міркувань економії каміння підмурків були використані для нового храму. Церкву створили за проєктом архітектора Джованні Баттіста Бергонцоні (1628-1692) в бароковому стилі. Був використаний модний на той час еліпс замість прямокутної нави. Первісна церква не мала купольного склепіння, котре вибудували лише 1787 року, а його висота становила п'ятдесят два метри. Це одна з найбільших за висотою церков Болоньї.
Церква тривалі десятиліття не мала розробленого головного фасаду, що був відсутнім до початку XX століття. Головний фасад створили лише 1905 року за кошти священика Раффаеле Мареджані (1832-1899). Мареджані подбав не тільки про фінансування головного фасаду церкви, а й про лікарню Маджоре (остання була вибудувана на вулиці Ріва ді Рено). Лікарню вибудували за проектом Луїджі Леоніда Бертолацці, як і головний фасад для цієї церкви.

## Флагеланти в Болоньї
Війни, смерті від епідемій, постійні стреси головували в житті людей середньовіччя. Нестабільна атмосфера і постійна загроза життю калічили і швидко формували психічно нестабільних людей. Лише церква обіцяла зцілення, втуху, обіцяла хоч якийсь захист і мізерну допомогу та підтримку. Нестабільна атмосфера постійно спонукала до пошуків виходу. Одним з них і став рух флагелантів, осіб, що цілеспрямовано карали самі себе за гріхи, прилюдно б'ючи себе батогами. Рух флагелантів (або батутті за італійською) виник у місті Перуджа 1260 року з ініціативи декотрого вірного Раньєро Фазані і швидко поширився Італією. Докотився рух флагелантів і до Болоньї. На згадку про ревних католиків і фанатиків в святилищі був створений другий поверх «dei battuti», а серед картин і твори, присвячеі цим крайнім і неоднозначним подіям у Болоньї.

## Музей при храмі
При храмі на новому етапі створили невеличкий музей, що висвітлює зусилля по наданню помочі хворим, чим теж опікувались священики храму. Адже тут діяла лікарня Маджоре.

## Скульптури в храмі
Вимоги Контрреформації переорієнтували барокову стилістику на вражаючу пишність і значні візуальні ефекти декору. Все це притаманно і декору церкви. В куполі створені скульптурні зображення чотирьох сивіл (пропочиць) роботи Луїджі Аккісті з Форлі (1745 - 1823). Луїджі Аккісті як скульптор навчався в болонській художній академії Климентина і працював тут до власної смерті.
В добу бароко більшість скульпторів Італії перейшла не на вирізання скульптур з деревини, а на висікання скульптур з каменю, котрим так багаті гори країни. Але висікання з каменю значно уповільнило виготовлення замовлених скульптур. Так римський скульптор Алессандро Альгарді встиг створити для храму лише дві скульптури святих Прокла та Петронія, а скульптор Джуліо Чезаре Конвенті скульптури святих Франциска Ассізького та Домініка. Але справжню славу храмовим скарбам принесла теракотова група роботи  Ніколо дель Арка, емоційний градус якої сягнув вищих щаблів барокової патетики.  

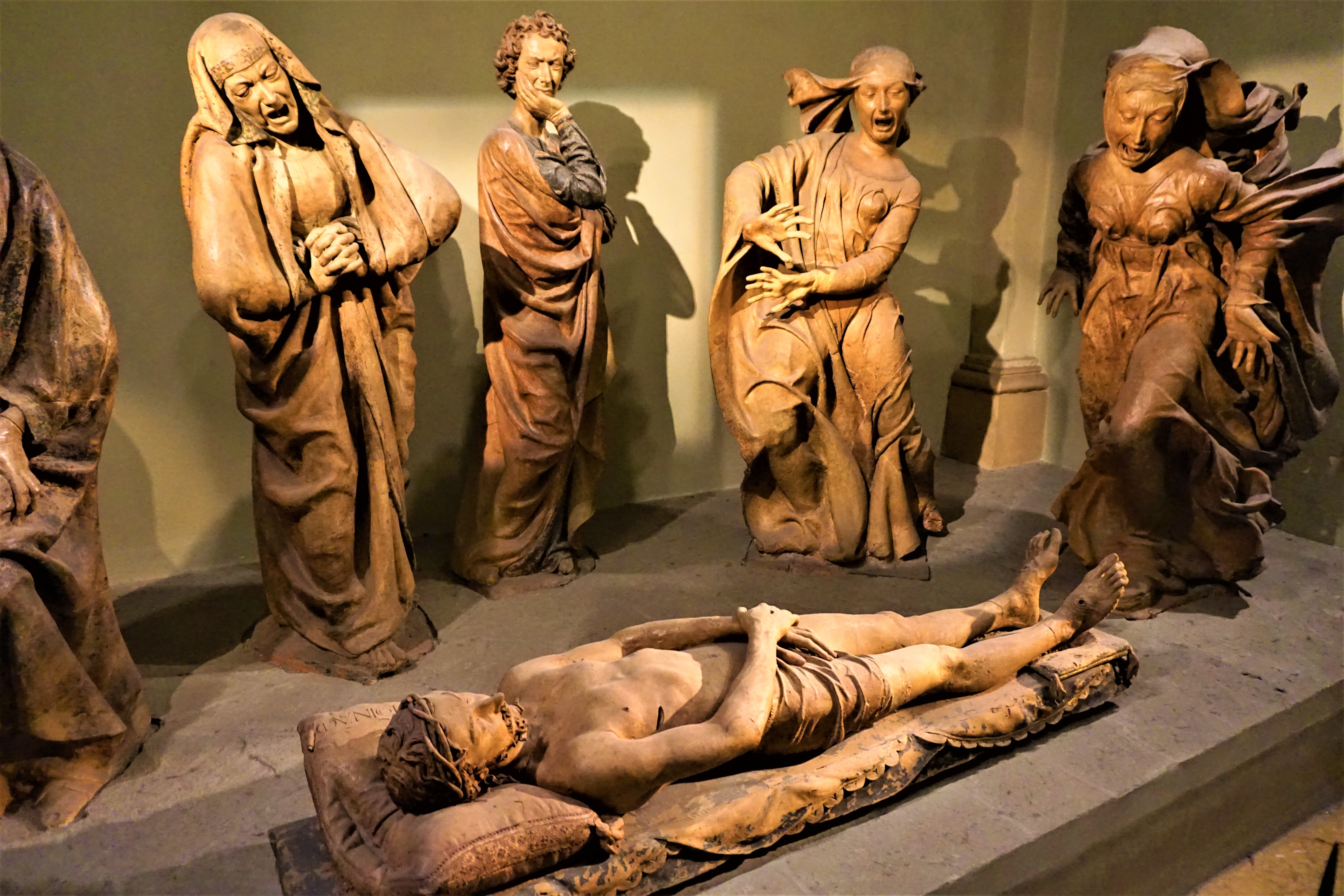
Ніколо дель Арка, Оплакування Христа, фото 2018 р.
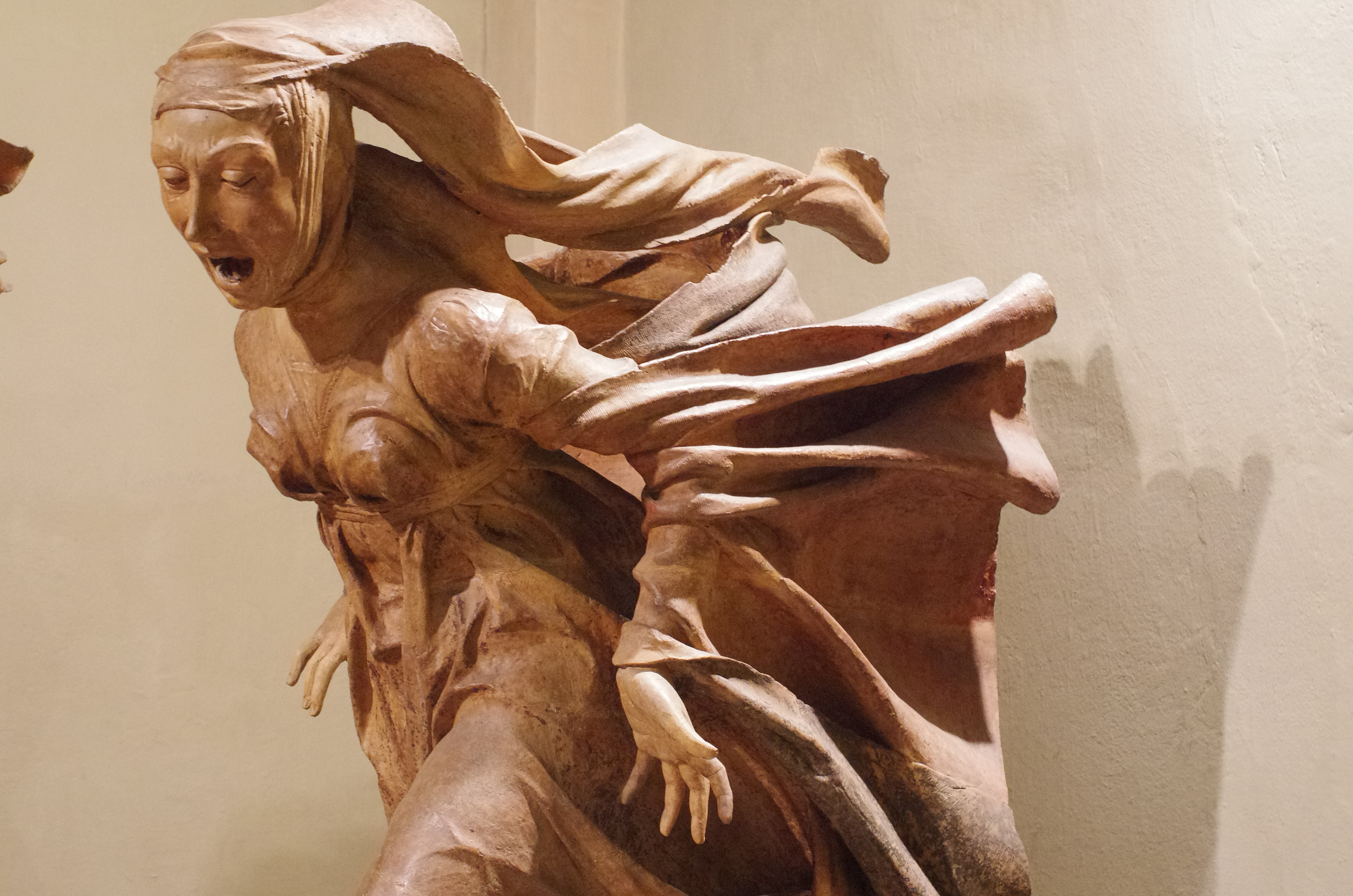
Ніколо дель Арка, несамовита в горі Марія Магдалина, фото 2016 р.
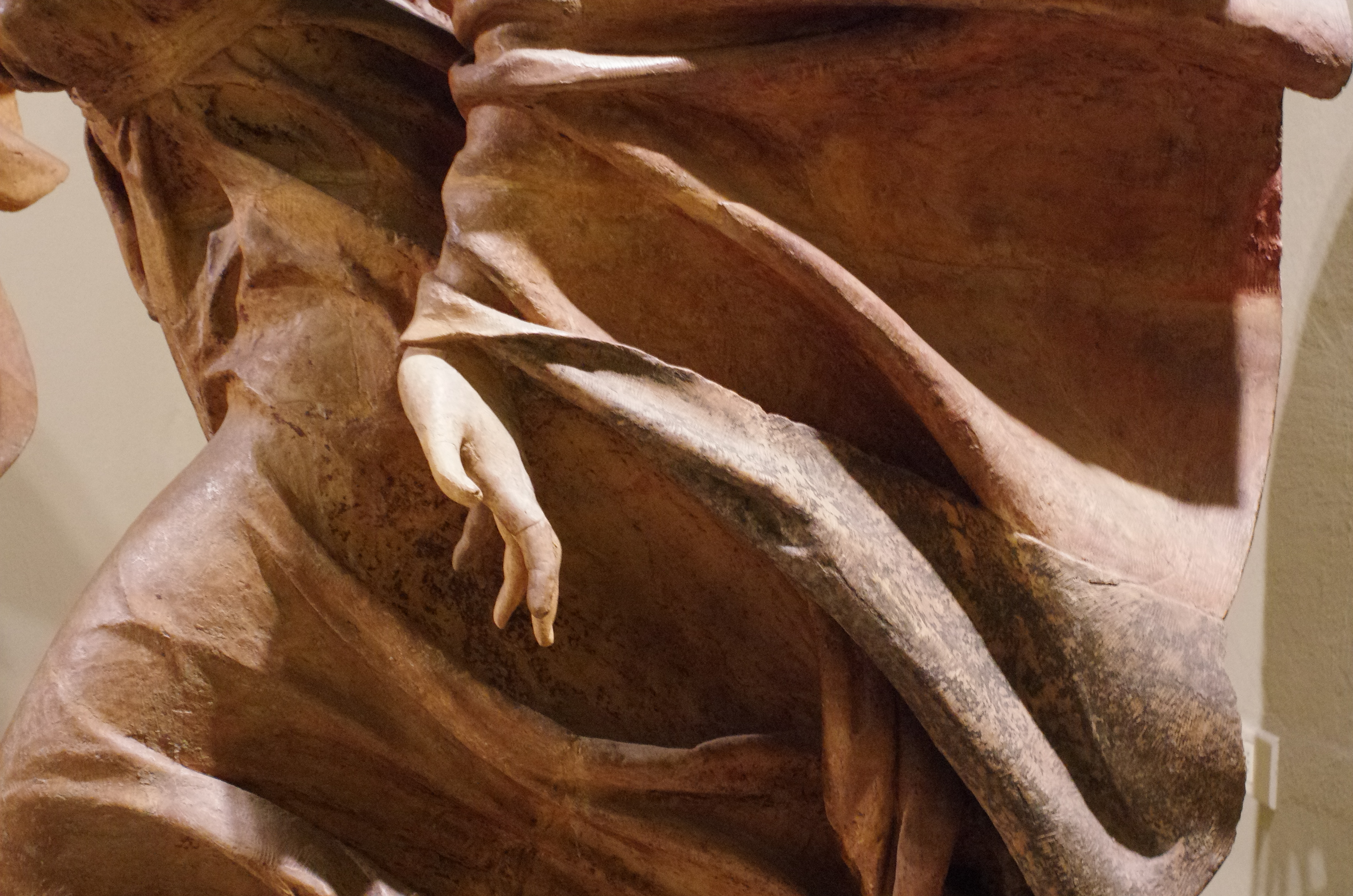
Ніколо дель Арка, несамовита в горі Марія Магдалина (її рука), фото 2016 р.
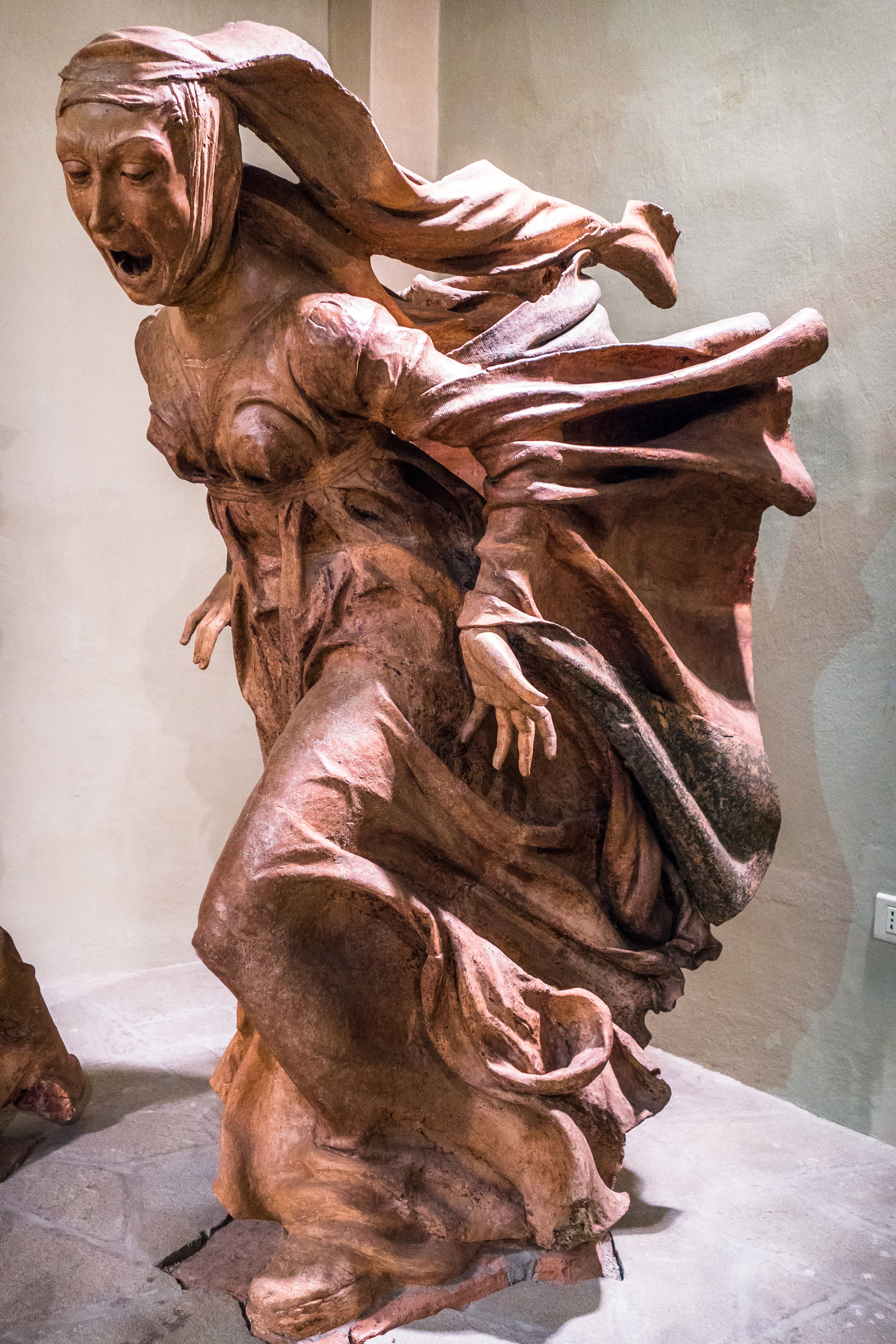
Ніколо дель Арка, загальний вигляд фігури Марії Магдалини, фото 2014 р.

## Скарби мистецтва в храмі

В болоньї випадає сніг. Сан-Петроніо та Санта-Марія-делла-Віта, фото 2009 р.
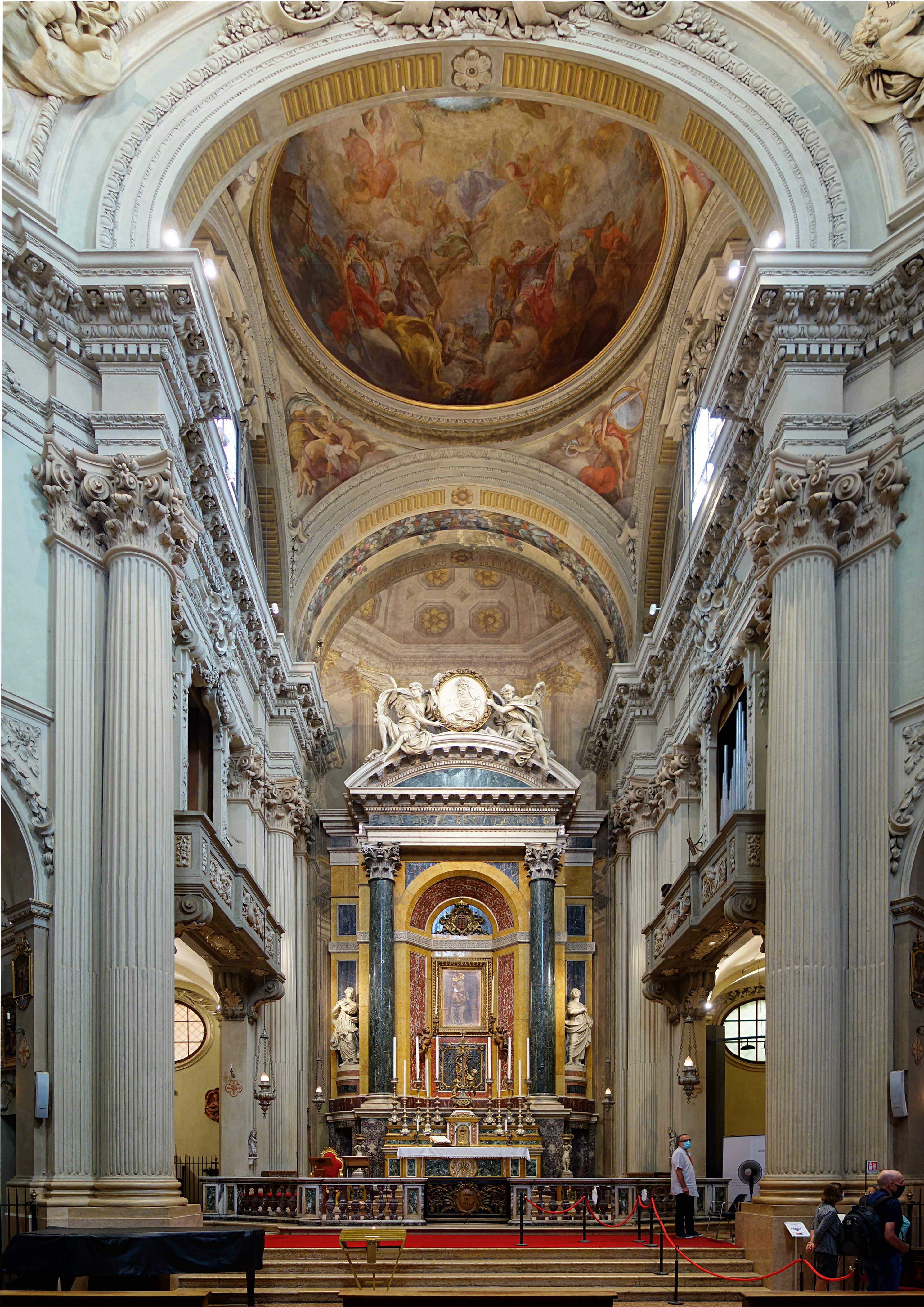
Головний вівтар церкви Санта-Марія-делла-Віта, фото 2020 р.
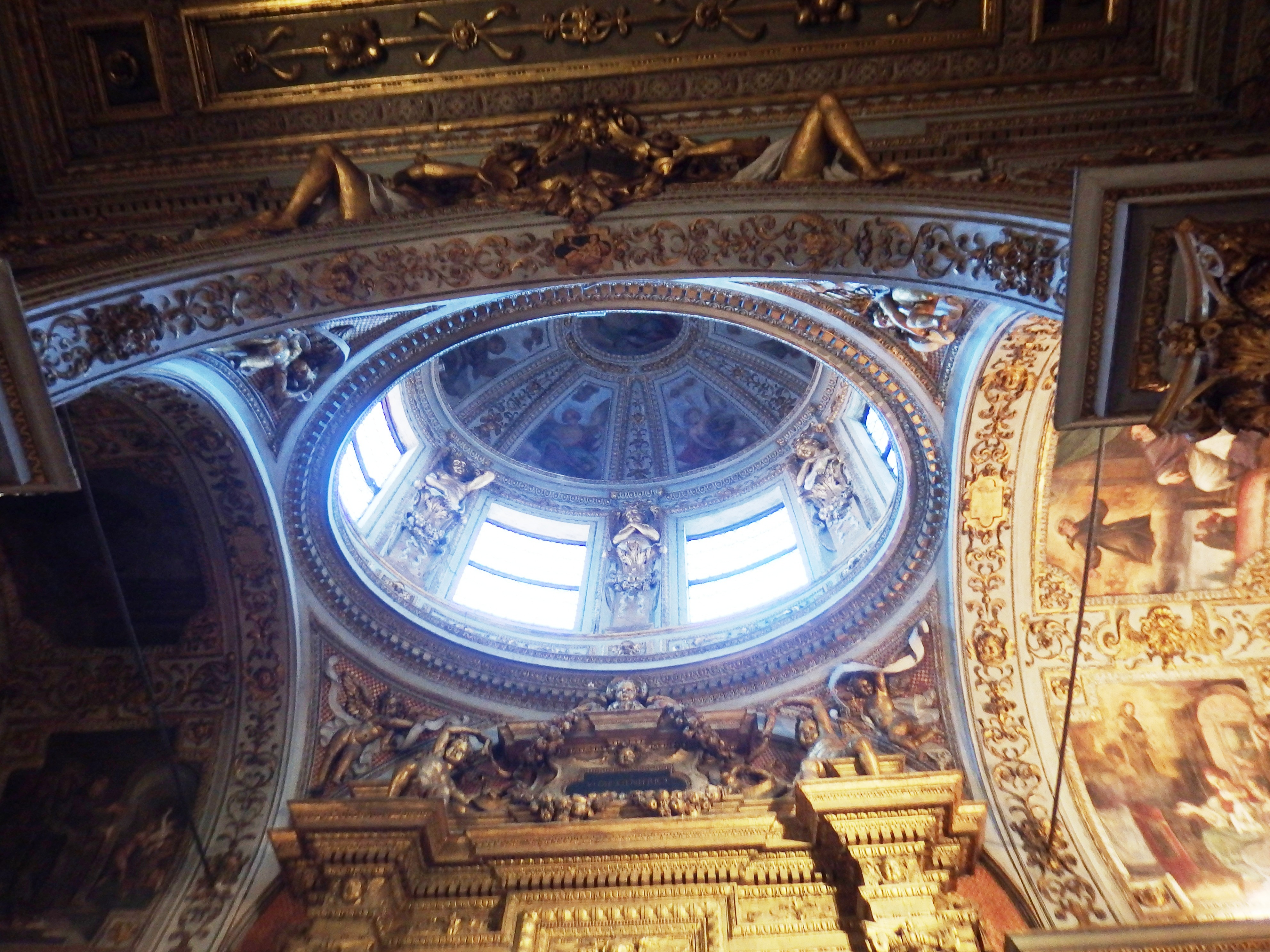
Скульптурний декор в куполі роботи
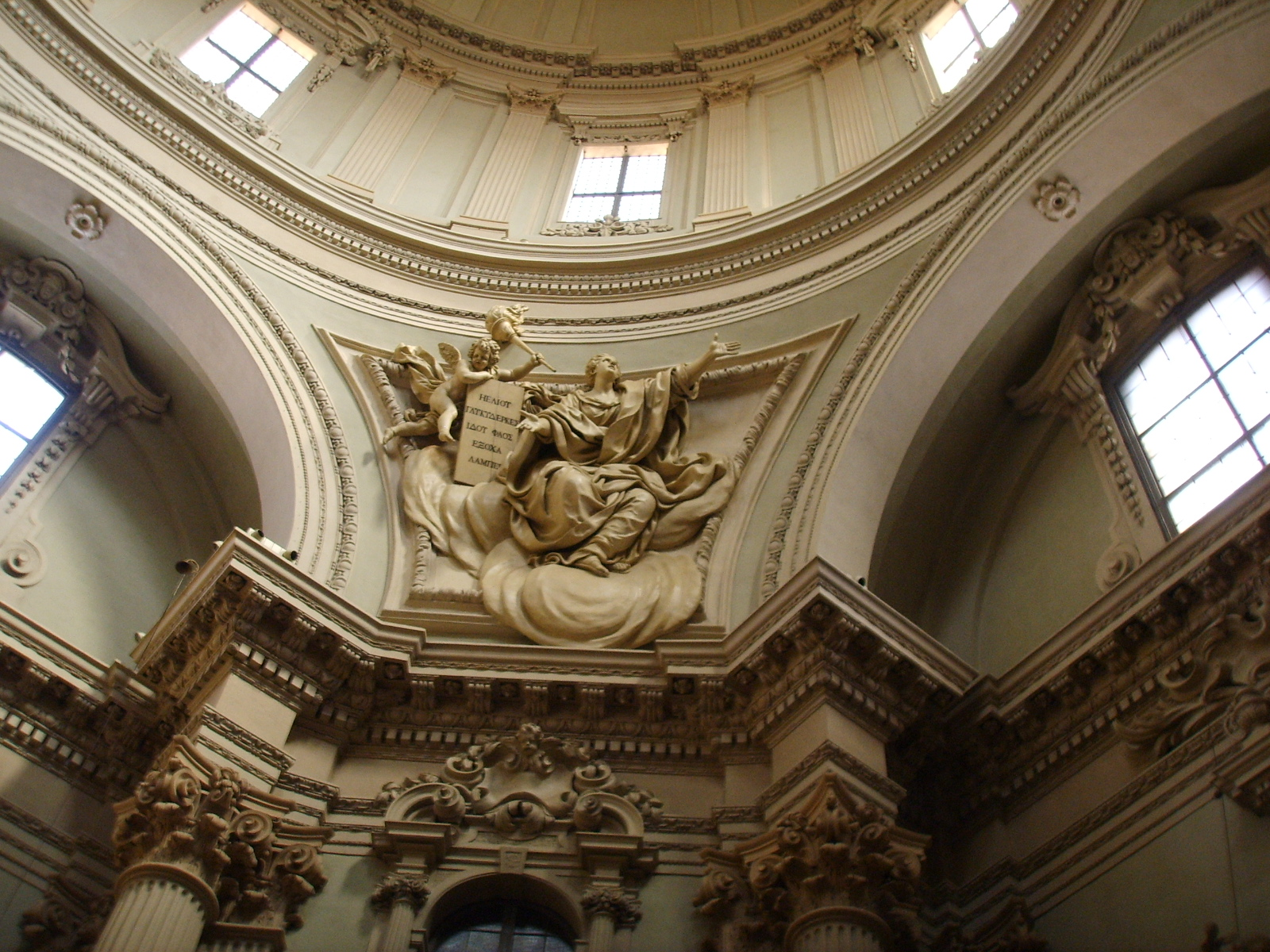
Сивіла, котру вважали прочицею появи Христа та типовому місці євангелістів, церкви Санта-Марія-делла-Віта, фото 2007 р.
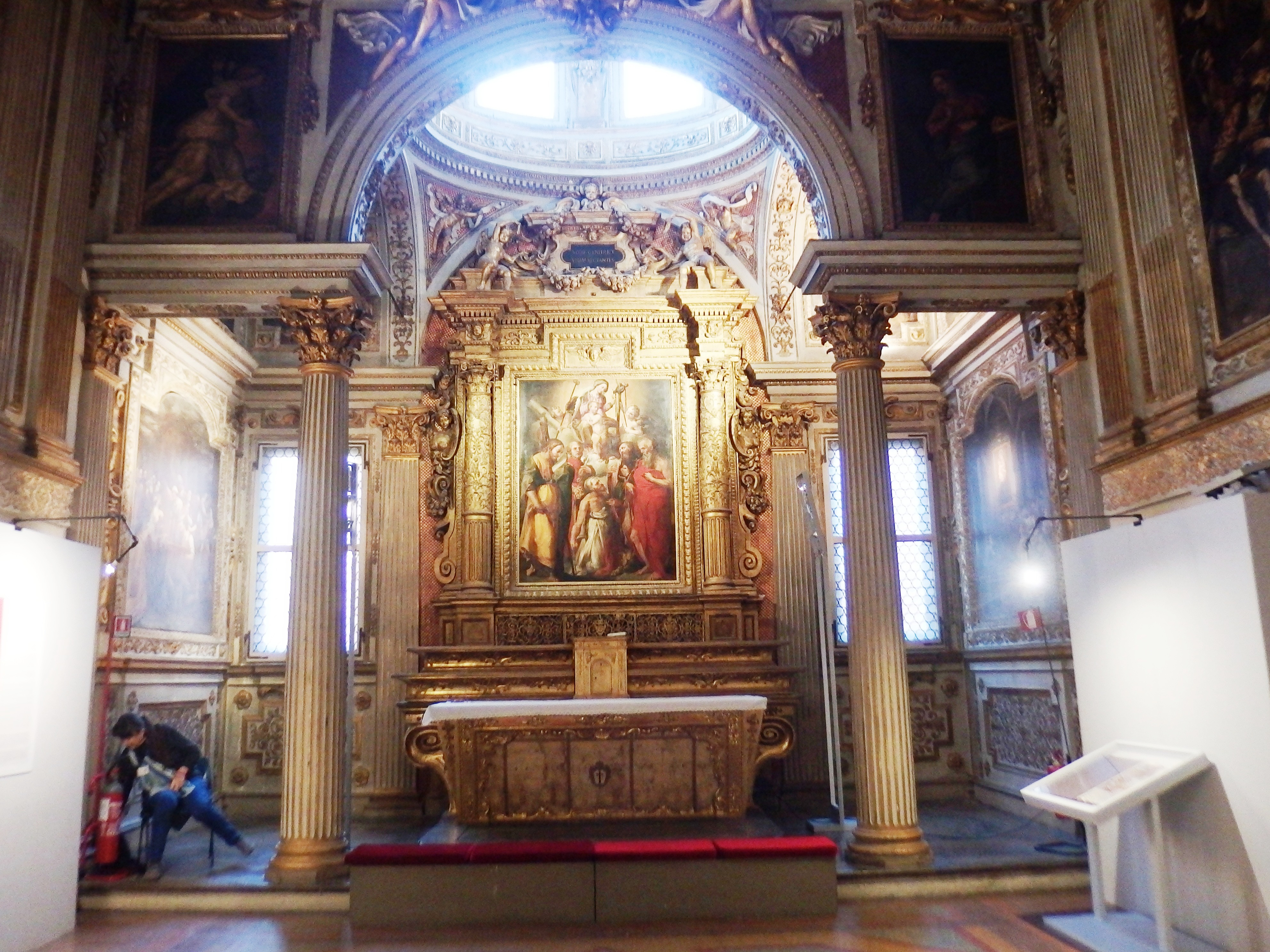
Бічний вівтар «Мадонна зі святими». Фото 2016 р.
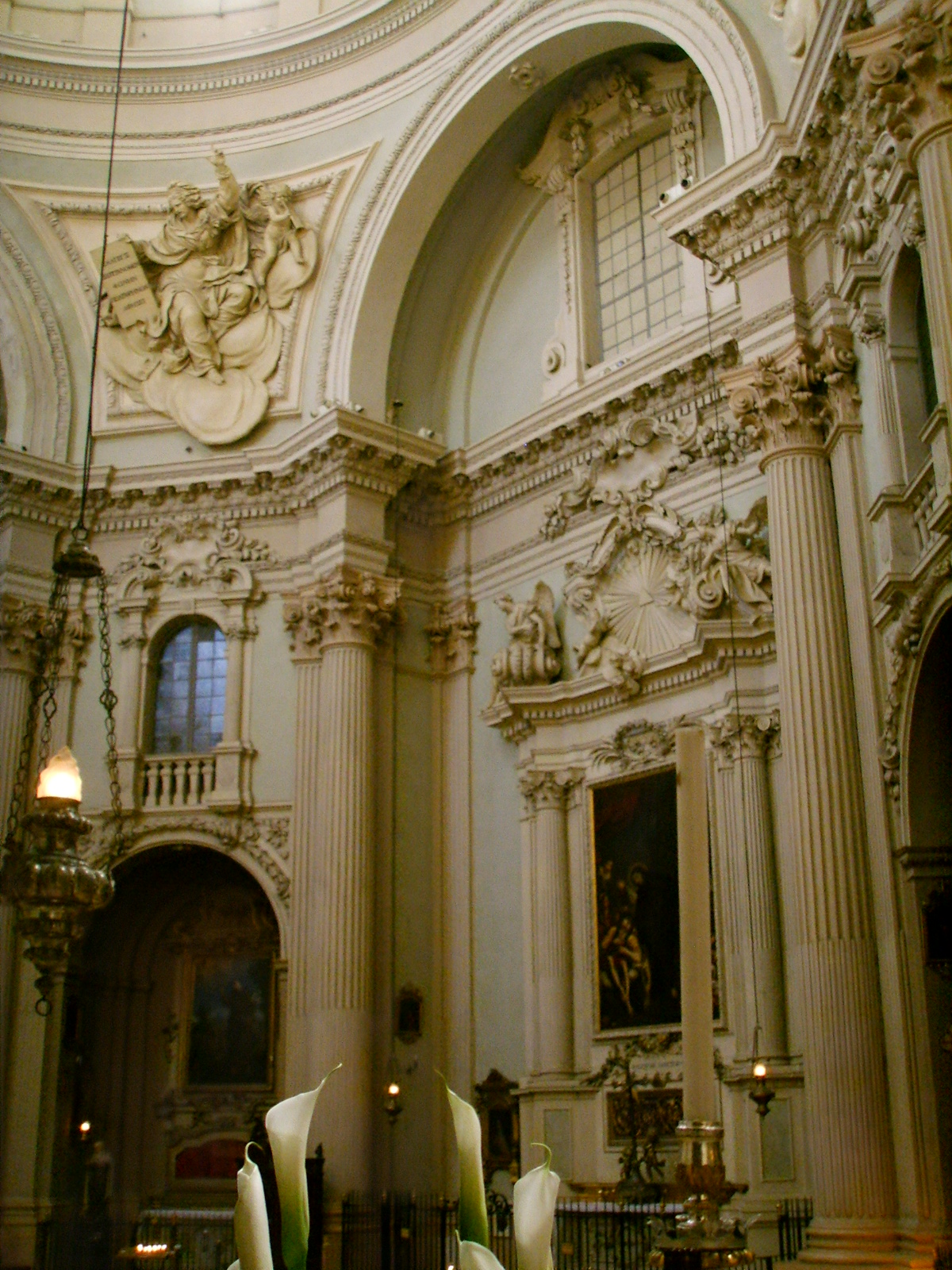
Фото 2007 р.
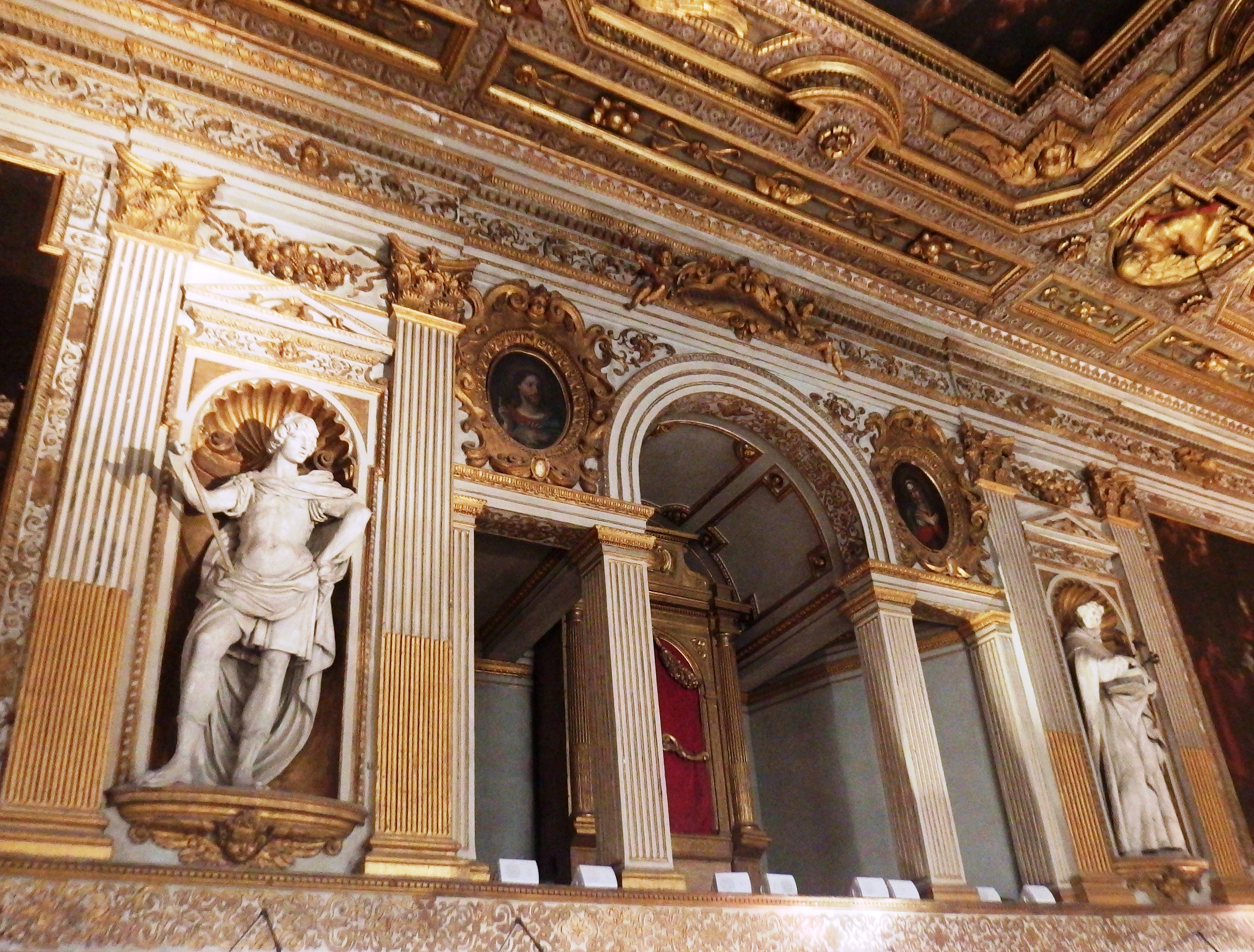
Фото 2016 р.

## Орган в храмі
Орган храму розташований поряд з вівтарем. Був створений 1867 року майстром Джузеппе Германді. Попередниками цього органу були музичні інструменти Джуліано Чипрі 1578 року та майстрів Франческо з Доменіко Траєрі 1698 року. 

## Галерея фото

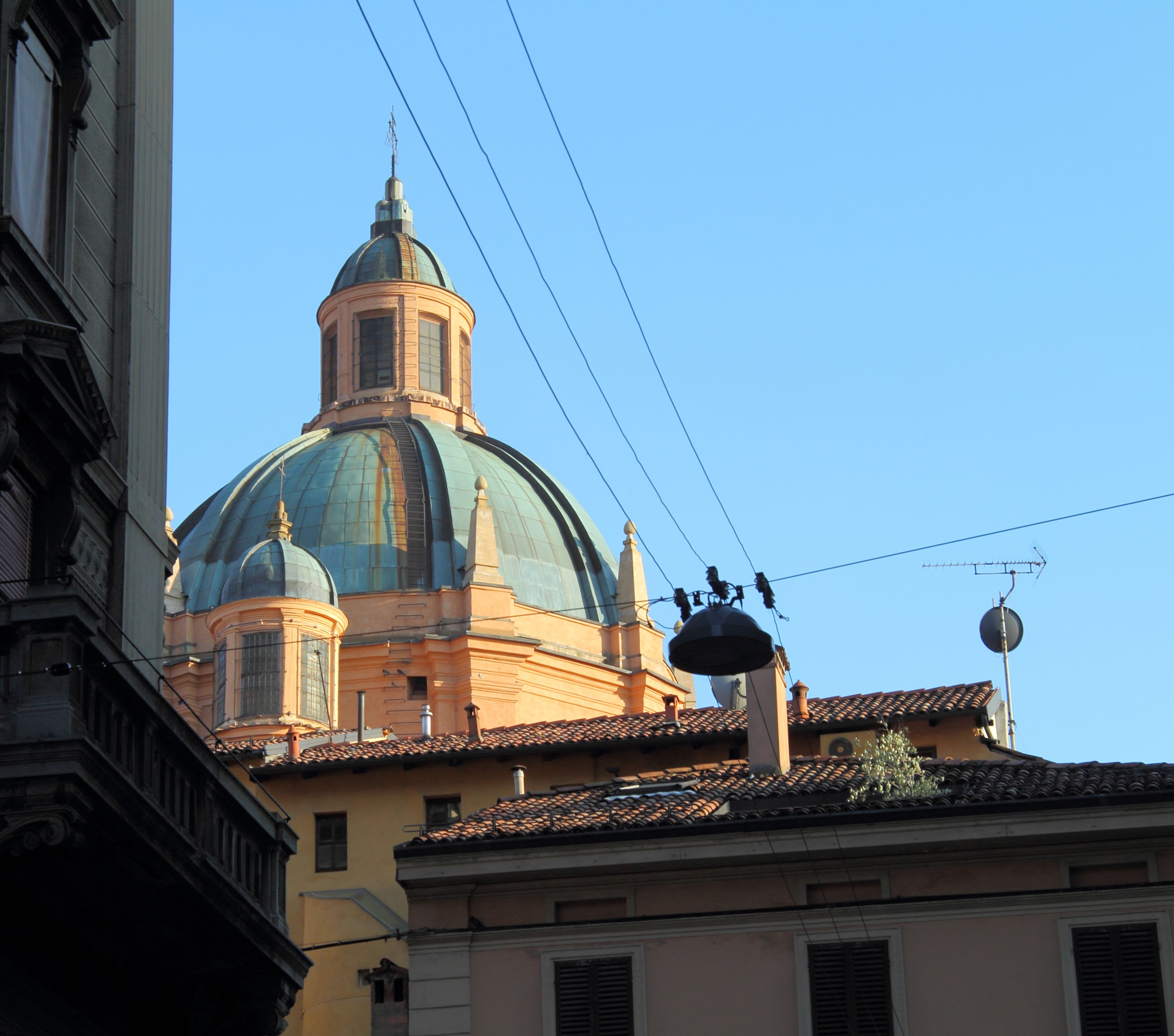
Фото 2014 р.
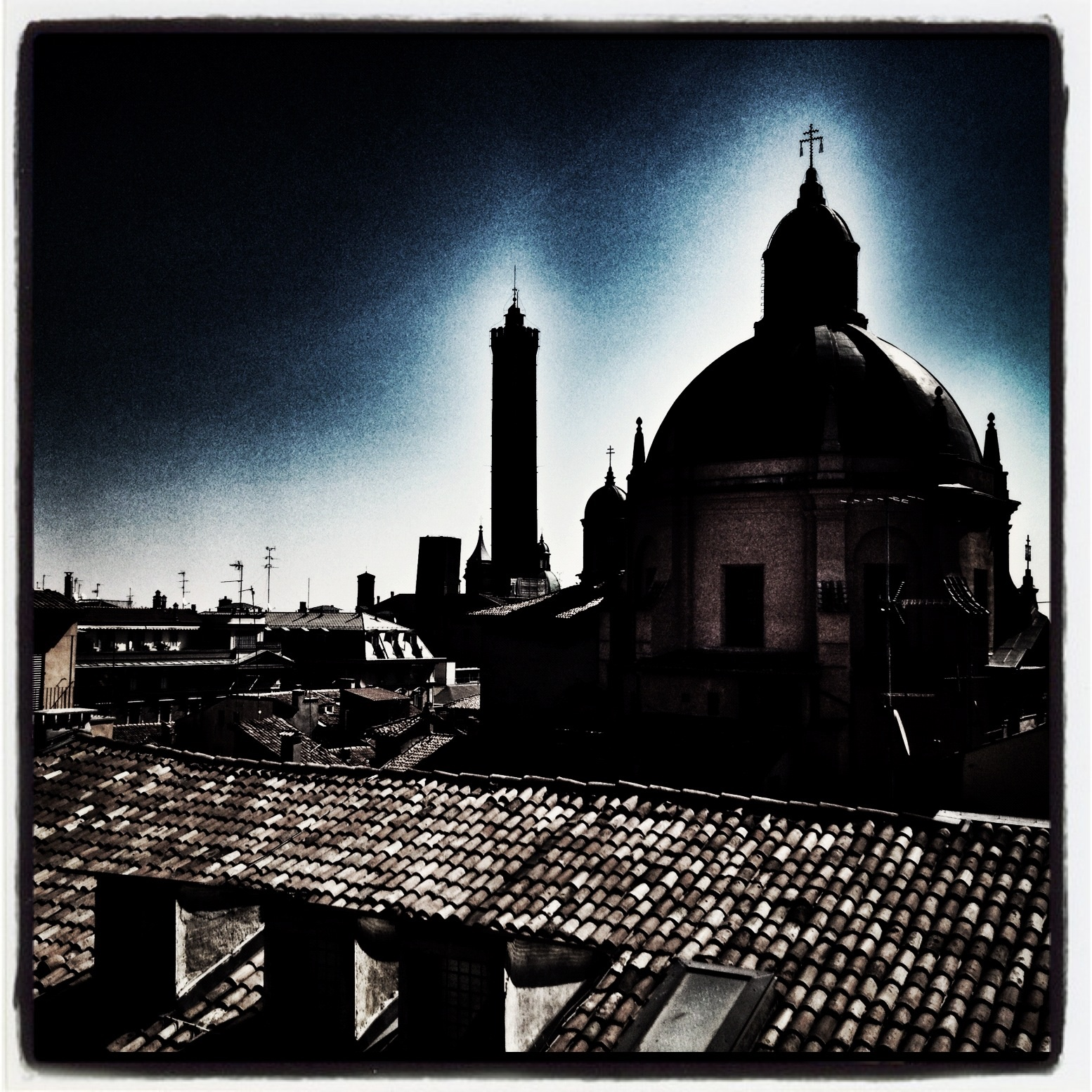
Фото 2012 р.
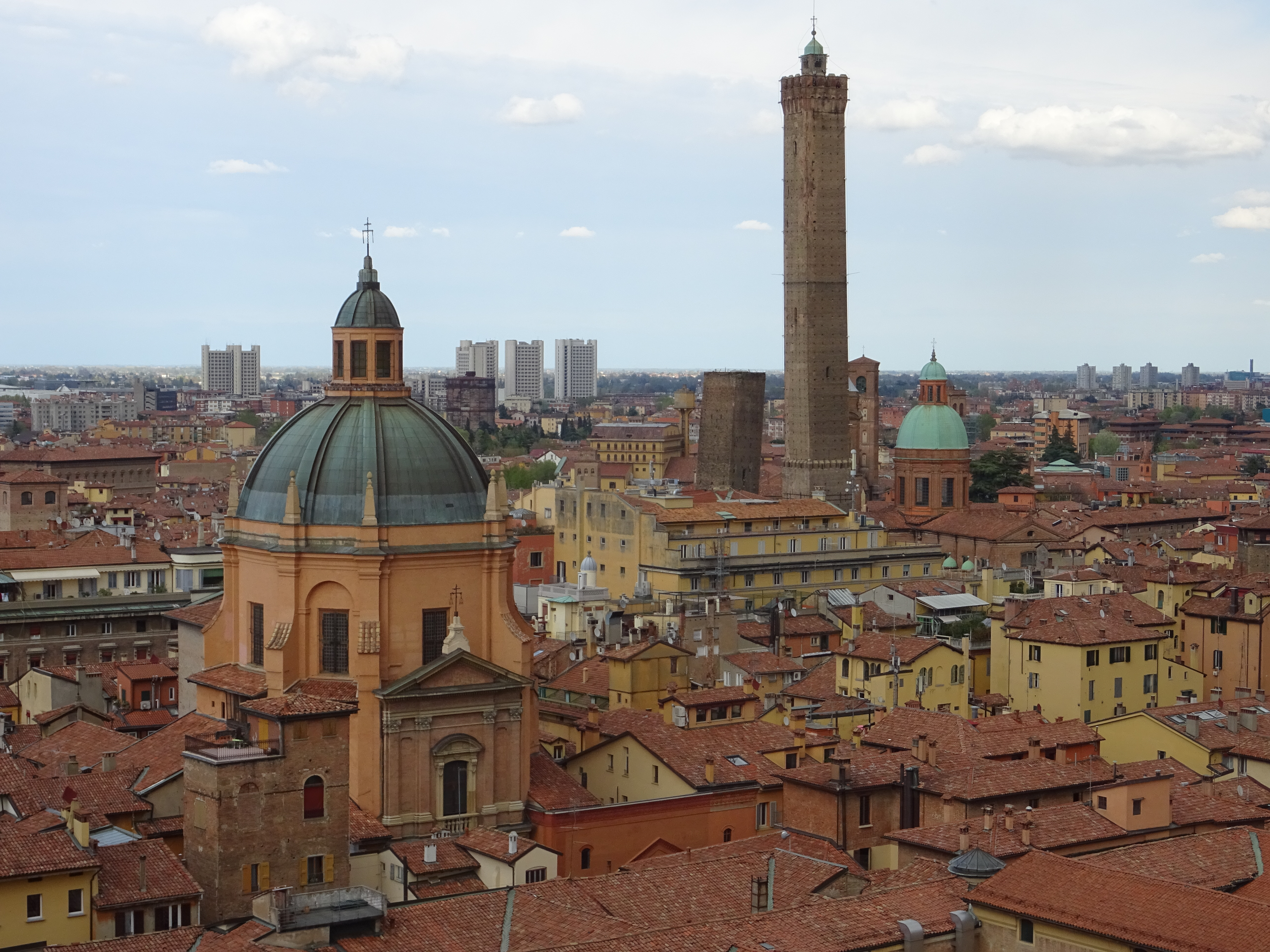
Церква Санта-Марія-делла-Віта в панорамі міста Болонья, фото 2017 р.